# D. K. Dobroserdov
D. K. Dobroserdov (1876-1936) fue un químico ruso que vivió a principios del siglo XX que realizó la mayor parte de su trabajo en el Instituto Politécnico de Odessa.
La aportación más destacada en su carrera fue el descubrimiento del elemento Francio. En 1925 aseguró, observando una muestra de potasio, haber detectado una muestra de radiactividad, siendo el potasio otro metal alcalino.
Ya desde 1870 se había conjeturado que debía existir otro elemento metal alcalino más allá del cesio, que «tendría como número atómico el 87». Se le denominó eka-cesio (Francio). Dobroserdov, tras analizar sus experimentos sobre la radiactividad en la muestra de potasio, concluyó que la razón provenía por contaminación con el elemento 87, al cual denominó «russio», en honor a su patria, Rusia.
Poco tiempo después, Dobroserdov empezó a centrarse en su carrera docente en el Instituto Politécnico de Odessa, abandonando por completo sus esfuerzos por aislar el eka-cesio, que finalmente recibió el nombre de Francio.